# Aldo Londi
Aldo Londi (Montelupo Fiorentino, 4 agosto 1911 – febbraio 2003) è stato uno scultore e ceramista italiano.

## Biografia

### La formazione
Aldo Londi nacque da Sebastiano di Giuseppe, un sensale di bestiame, e Marianna Arrighi, una casalinga. I genitori permisero al figlio di frequentare la fabbrica nelle ore serali già al tempo della scuola elementare, per assecondare il suo interesse verso la ceramica. Al tempo, in quel settore l'intervento meccanico era circoscritto solo ad alcune fasi della lavorazione e per questo motivo Aldo Londi ebbe l'opportunità di formarsi in un ambiente molto legato alla tradizione. Il suo percorso scolastico si interruppe con le scuole elementari e nel 1922 (appena undicenne) entrò a far parte come apprendista della manifattura Fratelli Fanciullacci, al tempo la più rinomata azienda di Montelupo. In pochi anni acquisì padronanza dell'attività e lavorò come pittore. Tuttavia era insoddisfatto dal mestiere e cominciò a cercare un nuovo mezzo espressivo che meglio si adattasse alle sue aspirazioni.

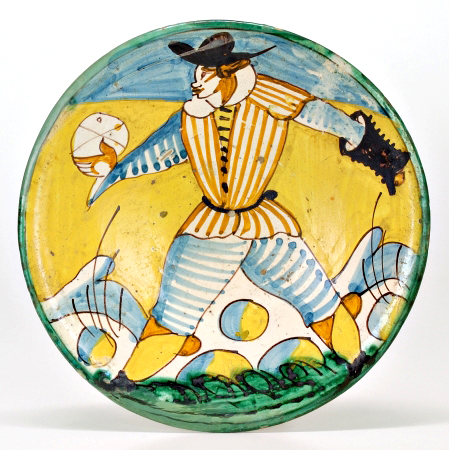
Maiolica di Montelupo, esempio di Arlecchino

#### Contesto storico
Durante gli anni '30, nelle ceramiche di Montelupo Fiorentino la tendenza all'imitazione di note opere artistiche venne sostituita da una riscoperta dell'arte paesana originale. Si trattava di uno stile rustico presentato in chiave moderna, di cui è un esempio la lavorazione "a graffito" ispirata a modelli tradizionali con motivi decorativi campestri, caratterizzati da colori brillanti e spesso poco rifiniti. Nel corso del decennio, grazie alle mostre campionarie nazionali e internazionali promosse in Italia, e per mezzo della redazione di riviste specializzate, si manifestò un graduale rinnovamento. In questo periodo si stava delineando la figura del designer industriale.

### La guerra
Il percorso professionale di Londi venne interrotto una prima volta nel 1929 a causa del lungo servizio militare prima a Bologna, poi a Ventimiglia e a Zara. Dopo il congedo riprese la collaborazione con la ditta Fanciullacci fino al gennaio 1935, quando venne chiamato nuovamente alle armi, prima nella guerra d'Etiopia, poi nella seconda guerra mondiale. Quest'ultima lo vide prendere parte alla campagna d'Africa, dove venne fatto prigioniero in Etiopia e in seguito trasferito prima ad Alessandria d'Egitto e poi, via nave nel campo di internamento di Zonderwater a Durban, in Sudafrica, dove rimase per 5 anni, dal luglio del 1941 al luglio del 1946. Nei primi anni le condizioni dei prigionieri erano piuttosto precarie: infatti vivevano in tende che spesso mettevano a rischio la loro incolumità. In seguito alla destituzione di Mussolini, la situazione andò migliorando e vennero costruite delle baracche di legno che permisero ad alcuni prigionieri, tra cui appunto Londi, di svolgere attività sportive, artistiche, intellettuali. Venne messa a disposizione anche una biblioteca dove i prigionieri potevano leggere, studiare, incontrarsi e imparare la lingua inglese: quest'ultima era una competenza non comune per gli italiani all'epoca e per Aldo Londi rappresentò un importante valore aggiunto nella vita lavorativa. In quel periodo Londi dipinse le scenografie per gli spettacoli allestiti per i prigionieri e produsse alcune opere scultoree, tra cui una grande scultura di San Francesco d'Assisi in ferro, mattoni e cemento.
Nonostante la fine della guerra, le operazioni di rimpatrio furono lunghe: Aldo Londi sbarcò a Napoli solo il 2 agosto del 1946.

### La collaborazione con la manifatturaCav. Guido Bitossi & figli
Aldo Londi fece il suo ingresso nella manifattura Cav. G. Bitossi & figli nel 1946 prima come direttore artistico, poi come collaboratore per oltre cinquant'anni. Londi partecipa ai lavori di ricostruzione di Montelupo recuperando inoltre numerosi reperti ceramici e contribuendo così non solo alla ricostruzione edilizia ma anche a quella storica. In quegli anni maturò infatti la volontà di realizzare un Museo della Ceramica a Montelupo. Londi riallacciò i rapporti con la produzione manifatturiera, spingendosi fino all'indagine sulle tendenze che il mercato richiedeva. Questi obiettivi si combinarono con tre elementi:
- l'intuito imprenditoriale di Vittoriano Bitossi (figlio di Guido Bitossi);
- la passione e la conoscenza della produzione ceramica di Marcello Bitossi, Mario Bitossi e Carlo Bitossi (figli di Guido Bitossi)
- la creatività di Aldo Londi.

All'interno della manifattura quest'ultimo aveva il compito di innescare un rinnovamento stilistico e formale della produzione, permettendo così all'azienda di entrare nel circuito del grande mercato internazionale. Gli oggetti che trovò nel campionario dell'industria riflettevano ancora il gusto del primo dopoguerra, con serviti da tè, oggettistica d'arredamento, figurine e animali con decori sobri, tradizionali. Londi si trovò dunque a bilanciare due aspetti contrastanti: la devozione alla professione di artigiano e la spinta all'innovazione nel campo. Tuttavia nel suo caso l'indagine sul nuovo non esclude, anzi, implica la ricerca delle radici: nella sua opera, per esempio, si riscontrano riferimenti all'arte etrusca e primitiva.
Londi incentivò la produzione di oggetti soprattutto ai fini dell'arredamento, coerentemente con la sua idea di vivere in costante compagnia dell'arte. Questa scelta si rivelò felice perché rispose a esigenze di mercato che fecero della produzione Bitossi uno dei protagonisti del mercato artistico americano ed europeo.
(Franco Bertoni in Buongiorno maestro!)

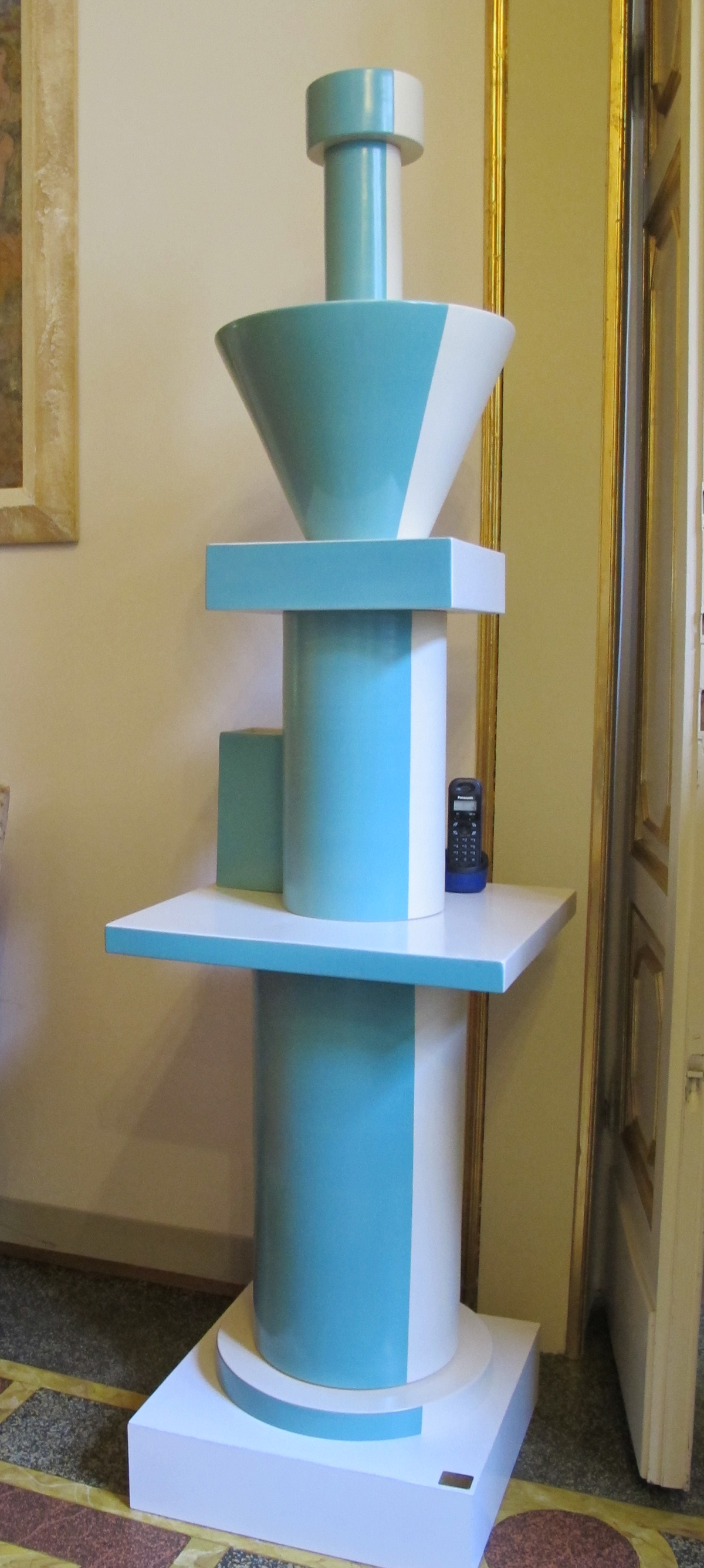
Ettore Sottsass, Totem

Le ceramiche di Londi sono spesso precorritrici poiché sono il frutto di una sperimentazione di materie, colori, e tecniche diverse, grazie anche all'ausilio delle ricerche del laboratorio chimico del colorificio Colorobbia. La grande disponibilità di smalti, cristalline e pigmenti risultò molto stimolante per Aldo Londi, in quanto offriva un'alternativa alla tradizione prevalentemente decorativa della ceramica di Montelupo. Londi sperimentava in particolare smalti concepiti per le innovazioni piastrellistiche applicandoli anche nel settore artistico. Un esempio è rappresentato dalla serie "Fritte" (la fritta è la componente vetrosa dello smalto, che viene applicata sopra il decoro e che dopo la cottura conferisce un effetto di profondità e trasparenza), che sfrutta materiali mai utilizzati a fini decorativi.

### Il rapporto con Ettore Sottsass
Londi nel 1954 fece la conoscenza di Irving Richards, fondatore della Raymor (industria di oggetti e mobili moderni americana), con il quale mise in produzione molte linee di prodotti: la serie Uccelli (riproposta con successo nel 1991) e la collezione Rimini Blu, seguite da altre fortunate serie come Mondrian, Etrusca, Siviglia e tante altre. In particolare Rimini Blu rappresentò un'opera dall'evidente valore artistico quanto commerciale. Il punto di blu per questa serie fu creato appositamente dal colorificio Colorobbia e fu chiamato Blu Rimini, nome coerente da un punto di vista commerciale in quanto richiama l'etichetta del prodotto (Rimini Blu). Il rivestimento era ottenuto con una cristallina che non aveva subito (come normalmente avveniva) la fase di essiccazione e di trasporto. Era dunque un prodotto incompleto e mai utilizzato in questa forma. Irving Richards affidò poi a Londi il compito di iniziare all'arte ceramica Ettore Sottsass. Londi a sua volta, grazie a Sottsass e alla moglie di Sottsass Fernanda Pivano, entrò in contatto con diverse personalità del periodo, tra cui Allen Ginsberg, per il quale realizzò una tegola d'oro.
Con Sottsass, oltre a una collaborazione professionale, nacque anche una profonda amicizia. Insieme coltivarono l'idea che la ceramica dovesse trasformarsi da "oggettino per la casa" a scultura. Sottsass presentò nel 1958 le sue ceramiche al Sestante di Milano, occasione in cui dimostrò che è possibile fare design di ceramica.
La collaborazione tra Londi e Sottsass si protrasse fino agli anni settanta e vide la realizzazione di numerose serie: Le Ceramiche delle Tenebre 1963, Le Ceramiche di Shiva 1964, i Totem 1965-66. Anche dopo l'allontanamento da Montelupo, e la fine della loro collaborazione, Sottsass rimase amico di Londi, che descrisse in questi termini:
(Ettore Sottsass, Sette secoli di ceramica a Montelupo)

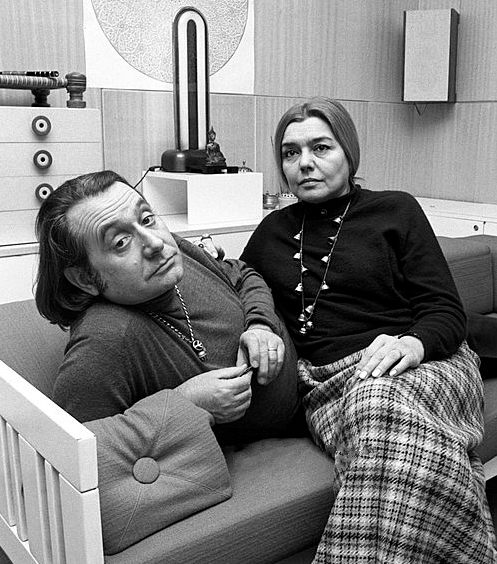
Ettore Sottsass e Fernanda Pivano 1969

Anche Fernanda Pivano cita Londi nei Diari:
(Fernanda Pivano, "Diari")

### La riorganizzazione della Cav. G. Bitossi & figli
Nel corso della sua carriera Londi prestò consulenze artistiche a Teheran e a Saint-Croix nelle Isole Vergini (dove contribuì anche alla formazione di una scuola di ceramica). In occasione dei suoi frequenti viaggi all'estero lavorò a Praga, Tokyo, Bangkok e altre grandi città. Nel 1966 Londi partecipò, accompagnato da Marcello Bitossi, al X Congresso internazionale della ceramica a Stoccolma. Qui incontrò manager e autorità della ceramica mondiale tra cui l'ingegner Walter Kerstan della Wessel. Gli spostamenti proseguirono poi con un ritorno in Sudafrica nell'estate del '67, in cui l'artista ripercorse alcuni luoghi e relazioni della sua gioventù e visitò lo scultore Edoardo Villa. Seguirono molti altri spostamenti, dapprima a Francoforte nel '69 e a Osaka l'anno successivo, in occasione dell'Expo, con tappe a Tokyo, Hong Kong e Bangkok.
Nel 1976 la Cav. G. Bitossi & figli avviò un programma di riorganizzazione che portò alla scissione tra l'attività di manifattura ceramica, sotto il nome di Flavia Manifatture Ceramiche Artistiche, e il colorificio. Fino a quel momento la produzione di manufatti risultava inserita nella complessiva attività della Cav. G. Bitossi & figli, all'interno della quale prevaleva però l'attività del colorificio. Londi cessò dunque di rivestire il ruolo di direttore artistico e diventò il presidente del consiglio di amministrazione della Flavia. Ciononostante continuò a proporre campioni per la manifattura, a curare rapporti con i clienti storici e a frequentare fiere campionarie.
In seguito Londi andò in Iran e Siria per conto della Colorobbia, visitò industrie, incontrò acquirenti e negli anni ottanta riallacciò i rapporti con Ettore Sottsass e avviò la collaborazione con i designer del gruppo Memphis (fondato a Milano nel 1981 proprio da Sottsass). Con questo gruppo di designer di fama internazionale progettò oggetti e mobili non tanto funzionali quanto emozionali e creativi. Grazie alla collaborazione con Sottsass e altri artisti innovativi (Matteo Thun, Marco Zanini, Gerard Taylor, Martine Bedin e altri) la Flavia nel 1985 differenziò la propria produzione in 3 sezioni: 
- con il marchio "Flavia" vennero contrassegnate produzioni generiche o articoli progettati dai committenti;

- il marchio "Le ceramiche Bitossi" indicava articoli di linea classica, oggetti tradizionalmente realizzati dalla ditta (dai serviti da tavola agli arlecchini);

- con il marchio "Hollywood Collection" venivano contrassegnate le linee di design.[7]

### Gli esperimenti e le promozioni culturali
Londi e Sottsass progettarono l'idea di realizzare a Montelupo un museo su progetto dell'architetto, che avrebbe raccolto opere di quest'ultimo e gli archivi di Fernanda Pivano. Nacque una nuova associazione di artisti e ceramisti, Gruppo culturale Fornace Pasquinucci di Capraia al quale Londi partecipò attivamente come promotore di mostre e incontri culturali. Intanto Londi nutriva il desiderio di sviluppare il proprio rapporto con il Museo internazionale delle Ceramiche di Faenza, al quale nel 1989 la manifattura Bitossi donò un nucleo di opere realizzate da Londi, Sottsass, Zanini, Thun e altri che furono esposte alla mostra Il design di ricerca e la ceramica Bitossi. Londi aderì anche ad altre iniziative, tra le quali il progetto per la realizzazione di un'opera in gres salato in occasione della rassegna dedicata alla ceramica di Carmignano. Realizzò anche sculture in alubit (materiale, di solito in sfere, in allumina sinterizzata ad alta densità, il cui brevetto appartiene alla ditta Bitossi).

## Caratteristiche dello stile
La personalità di Londi occupa una posizione intermedia tra coscienza professionale e sensibilità artistica. La prima si manifesta con la metodicità con cui svolse l'attività di direttore artistico, mentre l'altra è la leva delle scelte produttive che ne determinarono la scelta dei soggetti, dei materiali, delle tecniche. Come ceramista il suo primo obiettivo fu trovare i canali giusti per inserire il proprio operato nel panorama produttivo contemporaneo. Tuttavia l'espressione artistica rimase per lui molto intima e distante dalle mere esigenze di mercato. La sua ricerca si rivolse preferibilmente su oggetti che rappresentassero l'attuale stile di vita, una ceramica compagna del vivere contemporaneo. Nella ricerca espressiva di Londi l'attrattiva del prodotto ceramico non è affidata esclusivamente all'aspetto ornamentale, ma si manifesta anche tramite caratteri strutturali e stilistici di varia natura. Apprezza forme semplici e lineari, ma contempla anche l'idea di rendere più elaborate forme pulite (trasformando un boccale in un volto o un vaso in una figura). Il colore non acquisisce semplice valore di finitura, ma diviene primario elemento materico decorativo. Londi tuttavia predilige la semplificazione geometrica, con volumi rigidi e scomposizione delle superfici: un po' per richiamare forme espressive dell'arte primitiva africana (riscoperta durante il Novecento) a cui Londi è legato dal suo passato di prigionia, un po' per contrapporsi all'artificiosità della produzione artistica contemporanea. Le avanguardie storiche e lo stile di Picasso sono di grande ispirazione per Londi nei guerrieri dipinti in varie gamme di colori, con smalti e fondenti su ciotole e boli, nelle placche decorative in rilievo o sagomate, nelle riproduzioni dei pattern delle carte da parati o dei tessuti. Da queste esperienze derivano i densi cromatismi, lo sgocciolare di smalti, la costruzione di superfici concave e convesse, la creazione di textures cromatiche e plastiche di numerose linee serie degli anni sessanta che lo vedono interessato anche ad aspetti della Pop art e del New Dada.

## Esposizioni e riconoscimenti
I prodotti di Londi sono stati esposti in numerose mostre nazionali e internazionali tra cui:
- Esposizione internazionale dei prigionieri di guerra (a cura della Croce Rossa Italiana), Ginevra, 1948
- XVI-XVII-XVIII Mostra mercato nazionale ed internazionale dell'artigianato di Firenze, Firenze, 1952-53-54
- Mostra estetica del prodotto, Milano, 1953
- Mostra Forme nuove in Italia, Zurigo e Dusseldorf, 1954
- XI-XII-XIII Triennale di Milano, Milano, 1957-60-64
- Mostra forme e colori d'Italia, Amsterdam, 1958
- Esposizione internazionale "Italia produce", Losanna, 1962
- Mostra internazionale dell'arte contemporanea della ceramica, Praga, 1962
- XXV concorso internazionale della ceramica di Faenza, Faenza, 1967
- I-II-III-IV-V-VI-VII-VIII-IX Rassegna di pittura, scultura, ceramica, Fibbiana, 1985-86-87-88-89-90-91-92-93
- MIA, Mostra internazionale dell'arredamento Monza, 1986
- IV Triennale d'arte 1989. Un'opera per la natura. Gli artisti italiani per difendere il patrimonio naturale, Empoli, 1989
- Mostra Il design di ricerca e la ceramica Bitossi, Museo Internazionale delle Ceramiche Faenza, 1989
- XXIX-XXX Concorso internazionale della ceramica d'arte, Gualdo Tadino, 1989-90
- Mostra Aldo Londi. 80 anni 80 pezzi, Montelupo Fiorentino, 1991
- Mostra Aldo Londi personale, I Festa della ceramica, Montelupo Fiorentino 1993
- Permanenza nel museo storico documentale del Centro di documentazione dell’industria italiana delle piastrelle di ceramica, all'interno di Confindustria, 1995
- Mostra I Biennale d'arte ceramica, Fiorano Modenese, 1997
- Mostra Omaggio al maestro Aldo Londi, Empoli, 1998
- Mostra Aldo Londi, Torino, 2007
- Mostra Modern in the tradition of good-taste: Londi - Cassey Fantin for Raymor, Torino, 2013
- Mostra Creativa produzione. La Toscana e il design italiano 1950-1990, Lucca, 2015

Anche la collezione Rimini Blu ha ricevuto particolari attenzioni e gode di esposizioni permanenti in alcuni importanti musei:
- Collezione permanente MIC - Museo internazionale delle ceramiche in Faenza
- Collezione permanente Museo della ceramica di Fiorano Modenese
- Collezione permanente Museo archeologico e della ceramica di Montelupo
- Collezione permanente Graham Cooley Collection